# Len Schoormann
Len Adam Schoormann (* 25. Juli 2002 in Darmstadt) ist ein deutscher Basketballspieler auf der Position des Aufbauspielers.

## Laufbahn
Schoormann wuchs in Erzhausen auf. Er spielte Tennis, seine Basketballkarriere begann in einer Grundschul-AG. Er spielte auf Vereinsebene zunächst bei der SG Weiterstadt, später zusätzlich auch für den BC Darmstadt, ehe er 2016 in die Nachwuchsabteilung des Bundesligisten Skyliners Frankfurt wechselte. Seine Schulbildung setzte er an der Carl-von-Weinberg-Schule, einer „Eliteschule des Sports“, fort. In der Saison 2017/18 wurde er als bester Spieler der Jugend-Basketball-Bundesliga ausgezeichnet und gab seinen Einstand in der zweiten Herrenmannschaft der Frankfurter in der 2. Bundesliga ProB. Im Dezember 2019 wurde Schoormann, der 2018 Dennis Schröder sein Vorbild nannte (Schoormann: „Weil er ziemlich viel von meiner Spielart hat“), von Trainer Sebastian Gleim erstmals in einem Spiel der Basketball-Bundesliga eingesetzt.
Zur Saison 2022/23 wechselte Schoormann im Rahmen eines Leihabkommens innerhalb der Bundesliga zu den Hamburg Towers. Die EWE Baskets Oldenburg statteten ihn im Sommer 2023 mit einem Vertrag bis 2025 aus. Nach zwei Jahren in Oldenburg nahm Schoormann ein Angebot von Ratiopharm Ulm an.

## Nationalmannschaft
Schoormann nahm mit der deutschen U16-Nationalmannschaft an der Europameisterschaft dieser Altersklasse in Montenegro teil und erzielte im Turnierverlauf 6,9 Punkte je Begegnung. Im Sommer 2019 erreichte er mit der deutschen U18-Auswahl den elften Platz bei der EM in Griechenland, kam verletzungsbedingt jedoch nur zu einem Einsatz. Bundestrainer Henrik Rödl berief ihn Anfang November 2020 ins Aufgebot der deutschen A-Nationalmannschaft. Im Sommer 2022 nahm Schoormann an der U20-Europameisterschaft teil und war bester Korbschütze der Deutschen (12,9 Punkte/Spiel).